# Aulographum bambusinum
Aulographum bambusinum är en svampart som beskrevs av Petr. 1931. Aulographum bambusinum ingår i släktet Aulographum och familjen Aulographaceae.   Inga underarter finns listade i Catalogue of Life.